# Toromys grandis
Toromys grandis är en däggdjursart som först beskrevs av Wagner 1845.  Toromys grandis ingår i släktet Toromys och familjen lansråttor. Inga underarter finns listade i Catalogue of Life.
Arten räknades tidvis till släktet Makalata. Enligt en studie från 2005 bör den listas i släktet Toromys.
Denna gnagare förekommer vid Amazonfloden i norra Brasilien. Habitatet utgörs av regnskogar som ofta översvämmas.